# Рид, Джордж (австралийский политик)
Джордж Хью́стон Рид (George Houstoun Reid; 25 февраля 1845 года, Джонстон, Ренфрушир, Шотландия — 12 сентября 1918 года, Лондон, Англия) — австралийский политик, четвёртый премьер-министр страны.

## Биография
Джордж Хьюстон Рид является одним из семи детей преподобного Джона Рида и Марион Крэйбас. Они переехали в Мельбурн в 1852 году вместе с другими пресвитерианскими семьями, последовавшими за преподобным Лангом. Рид учился в медьбурнской академии, а потом переехал в Сидней, где с 13 лет начал работать клерком. В 1864 году он получил пост помощника бухгалтера в Colonial Treasury, где проработал 14 лет. В это время он изучал законы, получив диплом в 1879 году, после чего его перевели в офис генерального прокурора.
Политическая карьера Рида продолжалась с 1880 по 1910 годы. Первые двадцать лет он был активным участником политической жизни Нового Южного Уэльса, в частности оставаясь пять лет на посту премьер-министра. Затем он перешёл на федеральный уровень, где большую часть времени был лидером оппозиции. После ухода из активной политической жизни он шесть лет отстаивал позиции Австралии на посту комиссара в Лондоне, став в 1910 году первым, кто занимал этот пост.
С 1916 года Рид занимал кресло в палате общин Великобритании.
В 1891 году Рид женился на Флоре Брамби, у них было трое детей. Флора Рид занималась активной поддержкой вооружённых сил страны во время Первой мировой войны, за что одной из первых женщин получил в 1917 году Орден Бани.

## Политическая карьера
В 1880 году началась политическая карьера Джорджа Рида. В 1880—1884 и затем в 1885—1899 годах он был членом законодательного собрания Нового Южного Уэльса, представляя восточный Сидней. За это время он в течение года был Minister for Public Instruction, но чаще выступал на стороне оппозиции, так как был сторонником свободной торговли. В 1894 году он возглавил сторонников свободной торговли и победил на выборах, став на следующие пять лет премьер-министром региона.
В 1901 году он с лёгкостью выиграл выборы в первое законодательное собрание страны от восточного Сиднея. Представляя группу свободной торговли, он стал первым официальным лидером оппозиции, коим и был до 1904 года. 18 августа 1904 года после отставки миноритарного правительства Криса Уотсона его пост занял Джордж Рид. Он пробыл премьер-министром 10 месяцев и 17 дней, а 5 июля 1905 года пришёл к выводу о потере поддержки со стороны протекционистов и ушёл с поста. За время его работы было принято 9 актов, самым значимым из которых является Conciliation and Arbitration Act 1904.